# Asperlicin
Asperlicin je mikotoksin, izveden ih funguss Aspergillus alliaceus. On deluje kao selektivni antagonist holecistokininskog receptora . On je bio vodeće jedinjenje za razvoj brojnih novih  antagonista sa mogućim kliničkim primenama.